# Ion z Chios
Ion z Chios, gr. Ιων (ur. ok. 490 p.n.e., zm. ok. 420 p.n.e.) – grecki dramatopisarz, poeta i filozof uznawany za jednego z pitagorejczyków.

## Życie i twórczość
Ion z Chios tworzył w V w. p.n.e., w czasach świetności Aischylosa, Eurypidesa i Sofoklesa. Jest autorem licznych elegii, komedii, hymnów i wierszy, niestety żadne nie przetrwały do naszych czasów. Po śmierci Aischylosa, w 456 p.n.e., zaczął pisać dramaty, szacuje się, że jest autorem ok. 50, do naszych czasów zachowały się tytuły i fragmenty 11. Za główne źródło natchnienia jego prac uważa się twórczość Homera, którego Ion był recytatorem. Z prac filozoficznych zachowały się jedynie fragmenty traktatu Triagmoi, na podstawie których uznaje się jego powiązania z myślą Pitagorejczyków. Na podstawie fragmentów cytowanych przez Pauzaniasza, przypisuje się Ionowi autorstwo dzieła opisujące historię Grecji w V w. p.n.e., napisane w duchu Dziejów Herodota, jednak skupiające się bardziej na codziennym życiu Greków.